# Manuel Sierra Laffitte
Manuel Sierra Laffitte (Barcelona, 22 de abril de 1898-Madrid, después de 1963) —también conocido por el seudónimo «Mel»— fue un dibujante e ilustrador español del siglo XX dentro de la corriente art decó.

## Biografía
Su biografía está bastante incompleta. Nació en Barcelona donde su padre, Casimiro Canalejo Soler, funcionario del Cuerpo de Telégrafos, se había establecido al casarse en segundas nupcias en 1894 con Carmen Sierra Laffitte. Al quedar viuda diez años después, la familia se traslada a Villaviciosa, donde Mel comienza a dibujar y se inicia como caricaturista e ilustrador. Animado por su fama local en abril de 1915 se traslada a Barcelona «para perfeccionarse en el arte de la caricatura».
En 1921 realiza diversas ilustraciones para la revista quincenal Villaviciosa; en 1922 firmó la portada del primer número del semanario local Pan y Paz. En 1924 Mel aterriza en Madrid como caricaturista, publica dibujos e historietas en la revista cómico-festiva Muchas Gracias y colabora con otras del mismo género. En la década de 1930 y hasta la Guerra Civil, sobresalió como ilustrador de novela corta y literatura popular. También realizó trabajos de ilustración en el ámbito taurino.
Entre las obras que ilustró abunda la temática erótica, popular y con bastante picardía. Realizó diversas portadas para la revista Ba-Ta-Klan. Algunas de las colecciones de novela erótica a las que Mel aportó sus dibujos son: Colección Imperio, La Novela Pasional, La Novela Alegre, Frú-Frú, La Novela de Hoy o La Novela Mundial. También ilustró la amplia serie de ediciones de Rocambole Diseñó algunas portadas de las obras de su amigo Eduardo Zamacois. Colaboró como ilustrador de cuentos infantiles para la colección ‘Colorín’ de la Editorial Calleja.
Tras la Guerra Civil, siendo ya oficialmente Manuel Sierra Laffitte, abandona el seudónimo Mel y comienza a firmar como Laffitte o M. S. Laffitte —segundo apellido—, principalmente ilustraciones para cuentos infantiles y juveniles. En la década de 1940 realiza las ilustraciones de Las Fábulas de La Fontaine, en edición del duque de Medinaceli. Se deduce que falleció después de 1961 porque hasta esa fecha estaba activo como delineante de Obras Públicas de la Diputación de Madrid.